# Aston (Derbyshire Dales)
Aston – przysiółek w Anglii, w Derbyshire. Leży 14,6 km od miasta Ashbourne, 18,8 km od miasta Derby i 189,9 km od Londynu. Aston jest wspomniana w Domesday Book (1086) jako Estune.